# Пигаревский, Валерий Евгеньевич
Валерий Евгеньевич Пигаревский (1921—1999) — российский учёный, патологоанатом, доктор медицинских наук, профессор, заведующий отделом патологической анатомии Института экспериментальной медицины (ИЭМ) Северо-западного отделения РАМН, председатель специализированного Совета по защите докторских диссертаций при ИЭМ АМН СССР, член правления и руководитель секции экспериментальной патологии Ленинградского научного общества патологоанатомов.

## Биография
Валерий Евгеньевич родился в Петрограде в 1921 году. После окончания в 1947 г. 1-го Ленинградского медицинского института он был оставлен для научной подготовки под руководством академика АМН СССР В. Г. Гаршина в отделе патологической анатомии Института экспериментальной медицины АМН СССР. Выполненные им за время учёбы в аспирантуре исследования явились ценным вкладом в учение В. Г. Гаршина о воспалительных разрастаниях эпителия и тканевой метаплазии. В 1950 г. В. Е. Пигаревский защитил кандидатскую диссертацию «Исследования эпителия поджелудочной железы (к проблеме метаплазии эпителиев)», а в 1961 г. — докторскую диссертацию «Вопросы морфологии и патогенеза гриппа в свете экспериментальных исследований». Результаты этих разработок вошли в его монографию «Гистопатология и вопросы патогенеза гриппа» (1964).
С 1962 г. В. Е. Пигаревский работал заместителем директора ИЭМ АМН СССР по научной работе, заведовал лабораторией пирогенов и неспецифической резистентности. В течение 20 лет он работал в тесном контакте с крупнейшими учеными, трудившимися в ИЭМ — академиком Н. Н. Аничковым, профессором М. В. Войно-Ясенецким, академиками А. А. Смородинцевым и П. Н. Веселкиным. С 1977 г. Руководил отделом патологической анатомии института. Большая часть выполненных им исследований относится к области общей патологической анатомии, инфекционной патологии и клинической морфологии.

## Научный вклад
В. Е. Пигаревскому принадлежит видная роль в обосновании новых подходов к изучению морфологии вирусных инфекций, им раскрыта морфодинамика гриппозных пневмоний и токсического геморрагического отека легких при гриппе. Внесен ценный вклад в изучение роли фагоцитоза в противовирусном иммунитете и морфологии внутриклеточного паразитирования микробов в макрофагах.
Валерий Евгеньевич создал новое научное направление по изучению гранулоцитарных катионных белков, обладающих универсальной антимикробной активностью. Им сформулировано представление о секреторной активности нейтрофильных гранулоцитов и раскрыты ультраструктурные механизмы этого процесса. Выдвинута гипотеза о формировании в очагах воспаления нефагоцитарной резистентности. Принципиально новым является открытие явления резорбтивной клеточной резистентности как особой формы антимикробной защиты организма.
В. Е. Пигаревским разработан и внедрен в клиническую практику лизосомально-катионный тест для прогнозирования течения и экспресс-оценки проводимой терапии заболеваний бронхолегочной системы, гнойных хирургических заболеваний, ожоговой болезни, пародонтоза. Показана возможность применения этого теста для ранней диагностики наследственных и приобретенных дефектов бактерицидных систем гранулоцитов и выявления групп повышенного риска среди детей раннего возраста. Опубликованы и утверждены Минздравом методические рекомендации «Лизосомально-катионный тест» (М., 1979). Важно, что с течением времени лизосомально-катионный тест не утратил своего значения и продолжает активно использоваться в клинической практике.
Результаты многочисленных исследований легли в основу опубликованной В. Е. Пигаревским монографии «Зернистые лейкоциты и их свойства» (1978) и редактированной им книги «Клиническая морфология нейтрофильных гранулоцитов» (1988). Он — автор более 200 научных работ и множества патентов. В. Е. Пигаревским создана научная школа. Подготовленные им доктора и кандидаты наук в настоящее время работают в различных регионах России и странах СНГ.

## Труды
- Пигаревский В. Е. Гистрпатология и вопросы патогенеза гриппа. — Л., Медицина, 1964. — 171 с.
- Пигаревский В. Е. Зернистые лейкоциты и их свойства. — М., 1978. — 128 с.
- Пигаревский В. Е. Лизосомально-катионный тест (методические рекомендации). — М., 1979. — 29 с.
- Клиническая морфология нейтрофильных гранулоцитов / под ред. проф. В. Е. Пигаревского. — Л., 1988. — 142 с.